# Bataille de Kennesaw Mountain
Guerre de Sécession
Batailles
Campagne d'Atlanta
- Rocky Face Ridge
- Resaca
- Adairsville
- New Hope Church
- Pickett's Mill
- Dallas
- Kolb's Farm
- Kennesaw Mountain
- Marietta
- Noonday Creek
- Pace's Ferry
- Peachtree Creek
- Atlanta
- Ezra Church
- Brown's Mill
- Utoy Creek
- Dalton
- Lovejoy's Station
- Jonesborough

La bataille de Kennesaw Mountain est une bataille de la guerre de Sécession qui se déroula le 27 juin 1864 à Kennesaw, lors de la campagne d'Atlanta. En dépit de son nom, une grande partie de la bataille se déroula au sud-ouest de la montagne de Kennesaw, près de Marietta. Les principaux participants à la bataille étaient les armées de l'Union sous le commandement du major-général William Tecumseh Sherman et l'armée du Tennessee sous le commandement du général Joseph E. Johnston.

## Contexte

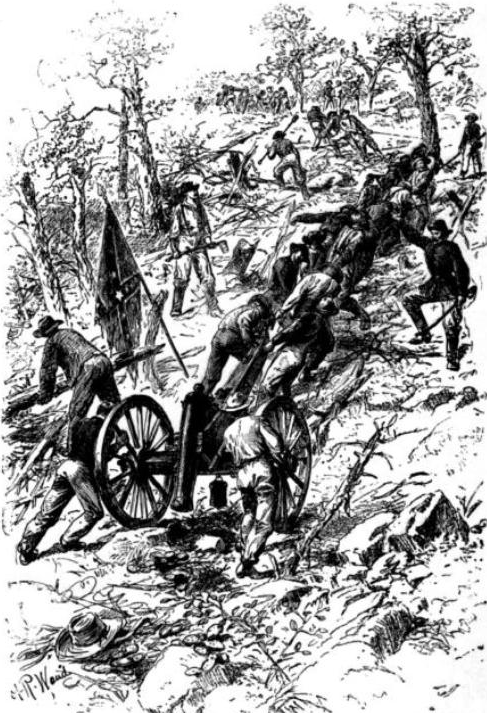
Les troupes confédérées traînant des canons sur la montagne de Kennesaw, à la défense d'Atlanta, en Géorgie.

Partout au nord de la Géorgie, Sherman a fait progresser son armée au sud-est le long du chemin de fer de Chattanooga vers Atlanta. 
À Kennesaw, Johnston tire profit de l'environnement pour établir un réseau massif de fossés et de terrassements afin de stopper l'avance des nordistes. De son côté, Sherman commence à sonder cette nouvelle ligne à la recherche de points faibles. Après avoir jugé que la ligne Kennesaw était trop infranchissable pour être prise d'assaut, il maintient la pression le long de la ligne méridionale, par un mouvement de rotation.
Johnston anticipe correctement les mouvements de Sherman, et décide de les contrer en déplaçant l'un de ses trois corps, sous le commandement du lieutenant-général John Bell Hood. Quand Sherman fait avancer ses troupes autour de Kennesaw, il est attaqué, depuis la ferme de Kolb, par les troupes confédérées sous le commandement de John B. Bois. Malgré la victoire des nordistes sur les troupes de Bois, le mouvement de rotation de Sherman est un échec. 
Sherman est dans une position difficile, au point mort de 25 km au nord d'Atlanta. Il ne peut pas poursuivre sa stratégie de se déplacer sur le flanc de Johnston à cause des routes impraticables, et sa ligne ferroviaire d'approvisionnement est dominée par la position de Johnston. Il rapporte à Washington « Le pays tout entier est un vaste fort, et Johnston doit avoir au moins 50 miles (80 km) de tranchées. Nous gagnons du terrain jour après jour, combattons tout le temps. ... Nos lignes sont maintenant en contact étroit et incessant avec l'ennemi, sous un feu incessant d'artillerie. Mais aussi vite que nous nous emparons d'une position, l'ennemi en gagne une autre. ... Kennesaw ... est la clé de l'ensemble du pays. »
Sherman décide de sortir de l'impasse en attaquant la position de Johnston sur Kennesaw Mountain. Il émet des ordres, afin de lancer une attaque, le 27 juin, à 8 heures du matin. Le plan de Sherman est de forcer Johnston à effectuer une sortie et ainsi d'affaiblir sa ligne. Il ordonne à Schofield de déplacer, son corps d'armée vers la droite. Alors que McPherson est chargé d'effectuer une feinte à l'extrémité nord de Marietta et l'extrémité nord-est de Kennesaw Mountain, avec sa cavalerie et une division d'infanterie, et de faire une attaque de grande envergure sur l'extrémité sud-ouest de Little Kennesaw Mountain. Pendant ce temps, l'armée de Thomas doit mener l'attaque principale contre les fortifications confédérées dans le centre de leur ligne, et Schofield doit débarquer sur le flanc gauche des confédérées et attaquer quelque part près de la Springs Road Powder.

## Bataille
Les nordistes commencent l'attaque par un assourdissant barrage d'artillerie, avec plus de 200 batteries sur les lignes confédérées, bientôt suivi par une réplique de l'artillerie rebelle. Le lieutenant-colonel Joseph S. Fullerton a écrit, « Kennesaw fumait et flambait. On aurait dit un volcan aussi grand que l'Etna. »
Comme l'infanterie fédérale se déplace, les confédérés comprennent que la plupart des attaques se composent d'escarmouches. La première de ces agressions débute vers 8 h 30, avec trois brigades de Morgan L. Smith se déplaçant au contact du corps de Loring à l'extrémité sud de Little Kennesaw Mountain et de l'éperon connu sous le nom de Pigeon Hill, près de Burnt Hickory Route. Si l'attaque est une réussite, la capture de Pigeon Hill permettrait d'isoler le corps de Loring sur Kennesaw Mountain. Mais les trois brigades sont désavantagées par des fourrés denses, des pentes abruptes et rocheuses, et un manque de connaissance du terrain. 
Sur la droite de Smith, la brigade de Joseph A. J. Lightburn est forcée d'avancer à travers un marais. Elle ne réussit pas à percer la principale ligne confédérée. À leur gauche, les brigades de Charles C. Walcutt et Giles A. Smith traversent un terrain difficile de falaises abruptes et parsemé d'énormes rochers pour approcher la brigade du Missouri de Francis Cockrell. Une partie des troupes est en mesure d'atteindre son objectif, mais elles durent attendre des renforts et restèrent stationnaires, tirant derrière les arbres et les rochers. Lorsque le général Logan en a conclu que beaucoup de ses hommes étaient « tués inutilement », il a ordonné à Walcutt et Smith de se retirer et de se retrancher derrière la gorge qui séparait les lignes.
Environ 3 km au sud, les troupes de Thomas sont en retard, mais commencent leur attaque principale contre le corps de Hardee, à 9 heures. Deux divisions d'environ 9 000 hommes, du général John Newton et du général Jefferson C. Davis avancent en colonne contre les divisions confédérées de Benjamin F. Cheatham et Patrick R. Cleburne, ancrée sur ce qui est maintenant connu sous le nom « Cheatham Hill ». Sur la gauche de Newton, la brigade de George D. Wagner est attaquée dans le sous-bois mais est incapable de repousser l’assaut. À sa droite, la brigade de Charles G. Harker charge la brigade du Tennessee de Alfred Vaughan et est repoussée. Au cours d'une seconde charge, Harker est mortellement blessé.
La division Davis, à la droite de Newton,progresse également. Bien que ce mouvement est l'occasion d'une percée rapide, il présente aussi l'inconvénient d'offrir une grande cible aux canons ennemis. Leurs ordres sont d'avancer en silence, de capturer les positions, puis de donner signal aux divisions de réserve d'aller de l'avant afin de fixer la ligne de chemin de fer et ainsi, couper l'armée confédérée en deux. Le colonel Daniel McCook avance sur une pente, le long d'un ruisseau et traverse ensuite un champ de blé en gravissant la pente de Cheatham Hill. Quand ils arrivent à portée des forces confédérés, les nordistes commencent à tirer. Mais le contre-feu confédéré est trop fort et la brigade de McCook perd deux commandants (McCook et son remplaçant, le colonel Oscar F. Harmon), presque tous ses officiers et un tiers de ses hommes. Le colonel John G. Mitchell sur le flanc droit de McCook, subit des pertes similaires. Après de féroces corps à corps, les troupes de l'Union se retirent vers 10 h 45. Les deux parties ont surnommé cet endroit l'« Angle Mort ».
À la droite de la division Davis, John W. Geary avance, mais ne se joint pas à l'attaque de Davis. L'armée de Schofield avait été affectée pour harceler le flanc gauche confédéré et il est en mesure de positionner deux brigades à proximité du ruisseau Olley sans rencontrer de résistance. Ce mouvement permet aux troupes de l'Union de se trouver à moins de 8 km de la rivière Chattahoochee, plus proche d'Atlanta que toute unité de l'armée de Johnston.

## Conséquence
Les armées de Sherman subirent environ 3 000 pertes par rapport à celles de Johnston, au nombre de 1 000. Le général de l'Union n'a pas été découragé par ces pertes et il a demandé à deux reprises à Thomas, de renouveler l'assaut. « Nos pertes sont faibles, par rapport à certains de ces [batailles dans le] Est. » Thomas a répondu : « Une ou deux autres agressions de ce genre anéantiront cette armée. » Quelques jours plus tard, Sherman mélancolique, écrit à sa femme : « Je commence à considérer la mort de quelques milliers d'hommes comme une petite affaire, une sorte de tableau de bord du matin. »
Kennesaw Montagne n'a pas été le premier assaut frontal de Sherman, à grande échelle de la guerre, mais ce fut son dernier. Il a interrompu sa série de manœuvres pour les raisons logistiques mentionnées plus haut, mais aussi pour qu'il puisse empêcher Johnston de deviner les tactiques qu'il allait employer à l'avenir. Dans son rapport de bataille, Sherman a écrit : « Je m'aperçus que l'ennemi et nos officiers étaient installés dans une conviction que je n'irais pas à assaut des lignes fortifiées. Tout semblait me déborder. Une armée pour être efficace, ne doit pas se fixer à un seul mode d'attaque, mais elle doit être prêt à exécuter tout plan qui promet le succès. Je voulais donc, pour l'effet moral, engager un assaut réussi contre l'ennemi derrière ses parapets, et je pensais que ce succès donnerait les plus grands fruits de la victoire. »
Kennesaw Montagne est généralement considéré comme une défaite tactique significative pour l'Union, mais Richard M. McMurry a écrit : « Tactiquement, Johnston a remporté un triomphe mineur. Le succès de Schofield, cependant, a donné à Sherman un grand avantage, et le commandant fédéral a décidé de l'exploiter, rapidement. »
Les forces opposées ont passé cinq jours, face à face à courte portée. Mais le 2 juillet, avec le retour du beau temps, Sherman a envoyé la cavalerie de l'armée du Tennessee harceler le flanc gauche confédéré et Johnston a été contraint de se retirer de Kennesaw Mountain. Le 8 juillet, Sherman déborde Johnston, en envoyant Schofield traverser la Chattahoochee. La dernière grande barrière géographique à l'entrée d'Atlanta avait été surmontée. Alarmé du danger imminent que court Atlanta, et frustré par la stratégie de retraites continuelles, Jefferson Davis retire à Johnston son commandement, le 17 juillet, pour le remplacer par l'agressif John Bell Hood, qui a été promu au grade de général. 
Hood attaque Sherman et engage ses troupes dans les batailles de Peachtree Creek (20 juillet), Atlanta / Decatur (22 juillet), et Ezra Church (28 juillet), dont il subit d'énormes pertes sans gagner d'avantages tactiques. Sherman assiège Atlanta lors du mois d'Août, et coupe le dernier tronçon de chemin de fer, du reste de la ville. Dans la bataille de Jonesboro (31 août et 1er septembre), Hood attaque pour sauver le chemin de fer, mais échoue et évacue Atlanta. Les hommes de Sherman entrent dans la ville, le 2 septembre et Sherman télégraphie au président Lincoln, « Atlanta est nôtre, et avons gagné. » Cette étape était sans doute l'un des facteurs clés permettant la réélection de Lincoln en Novembre.